# Mälarbio

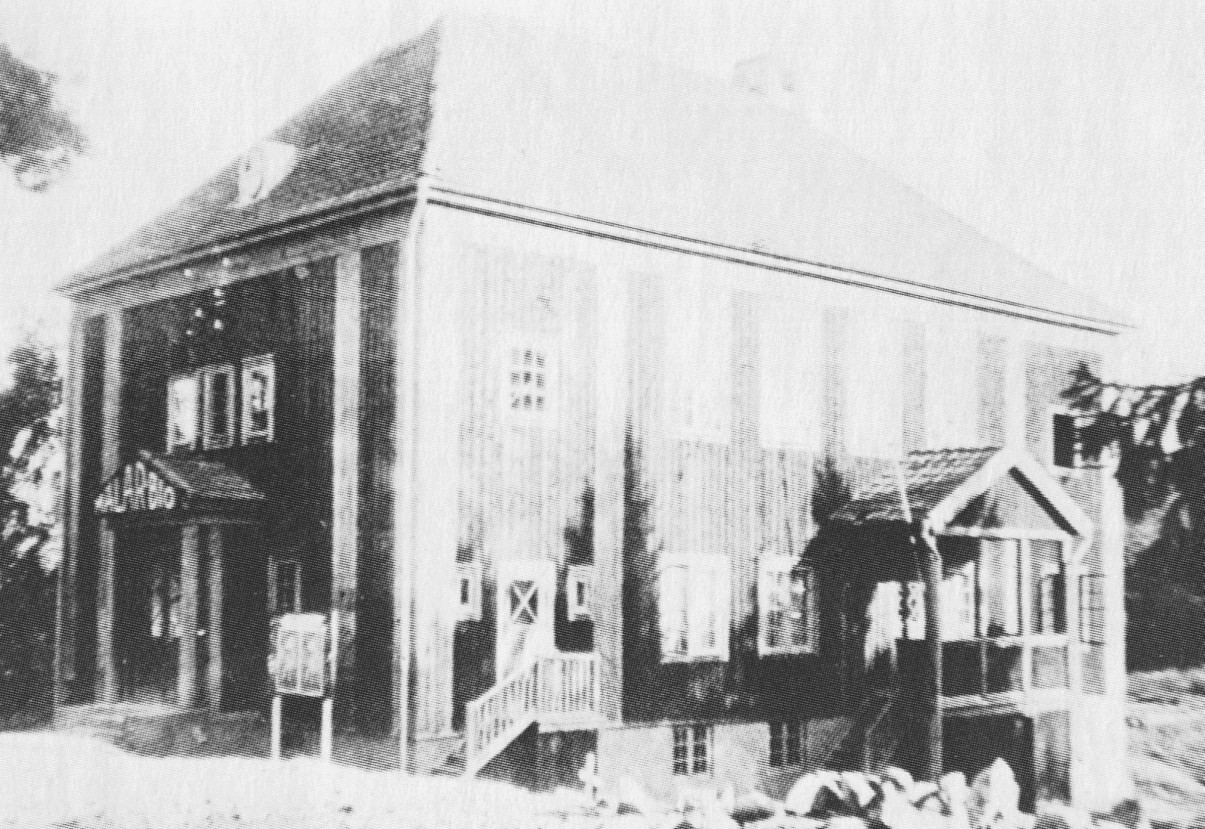
Mälarbio på 1920-talet.

Mälarbio, även kallad Mälarhöjdsbio, Kvistoperan och senare Färglådan, var en biograf vid Mälarhöjdsvägen 23 (dåvarande Sätravägen 23)  i Mälarhöjden i Stockholm. Regelbundna filmvisningar började på våren 1924 och i januari 1959 lades biografverksamheten ner. Sedan 2013 finns Svedenskolan i byggnaden.

## Historik

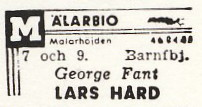
Biografannons 1948.

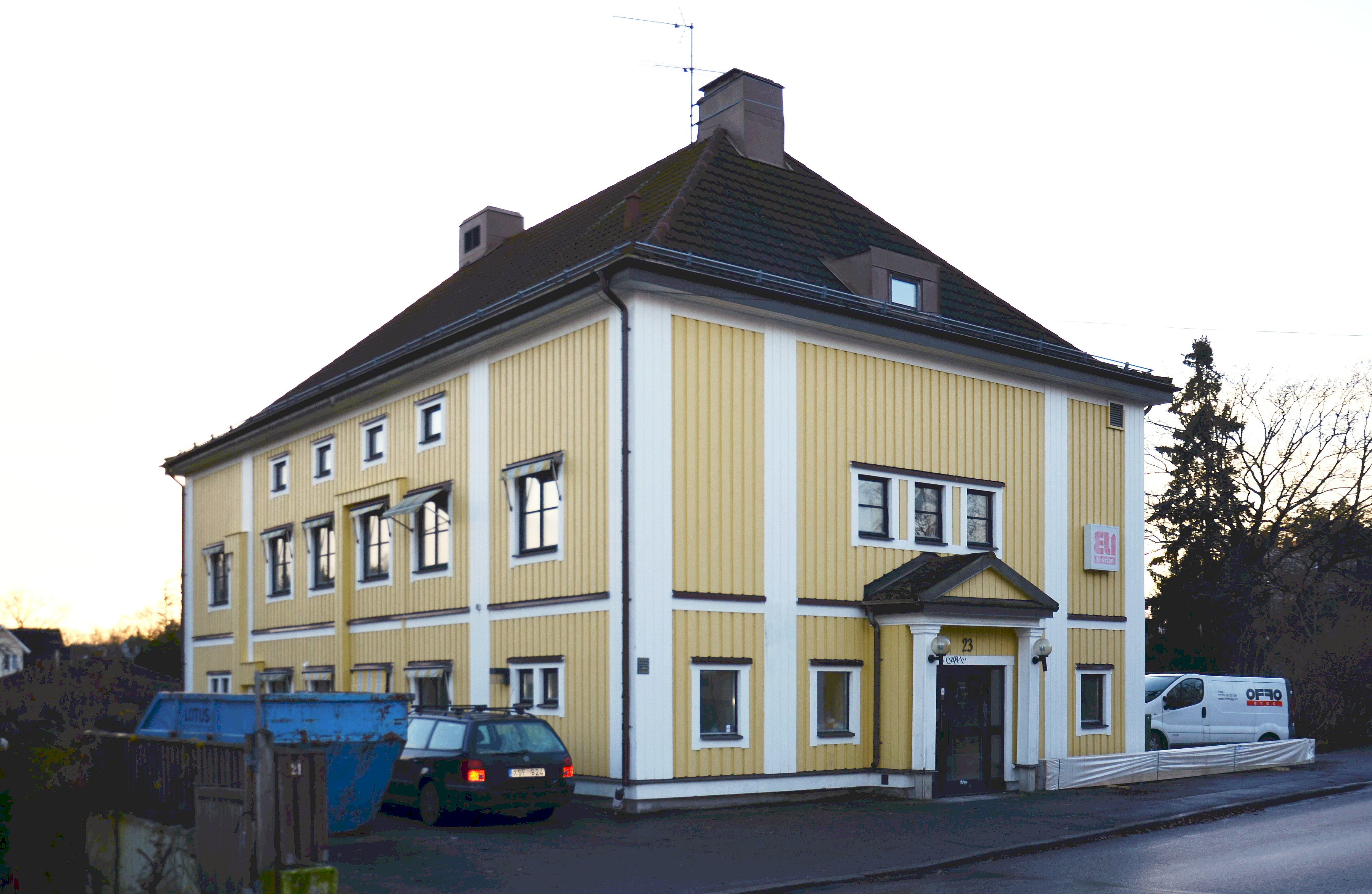
F.d. Mälarbio i november 2012.

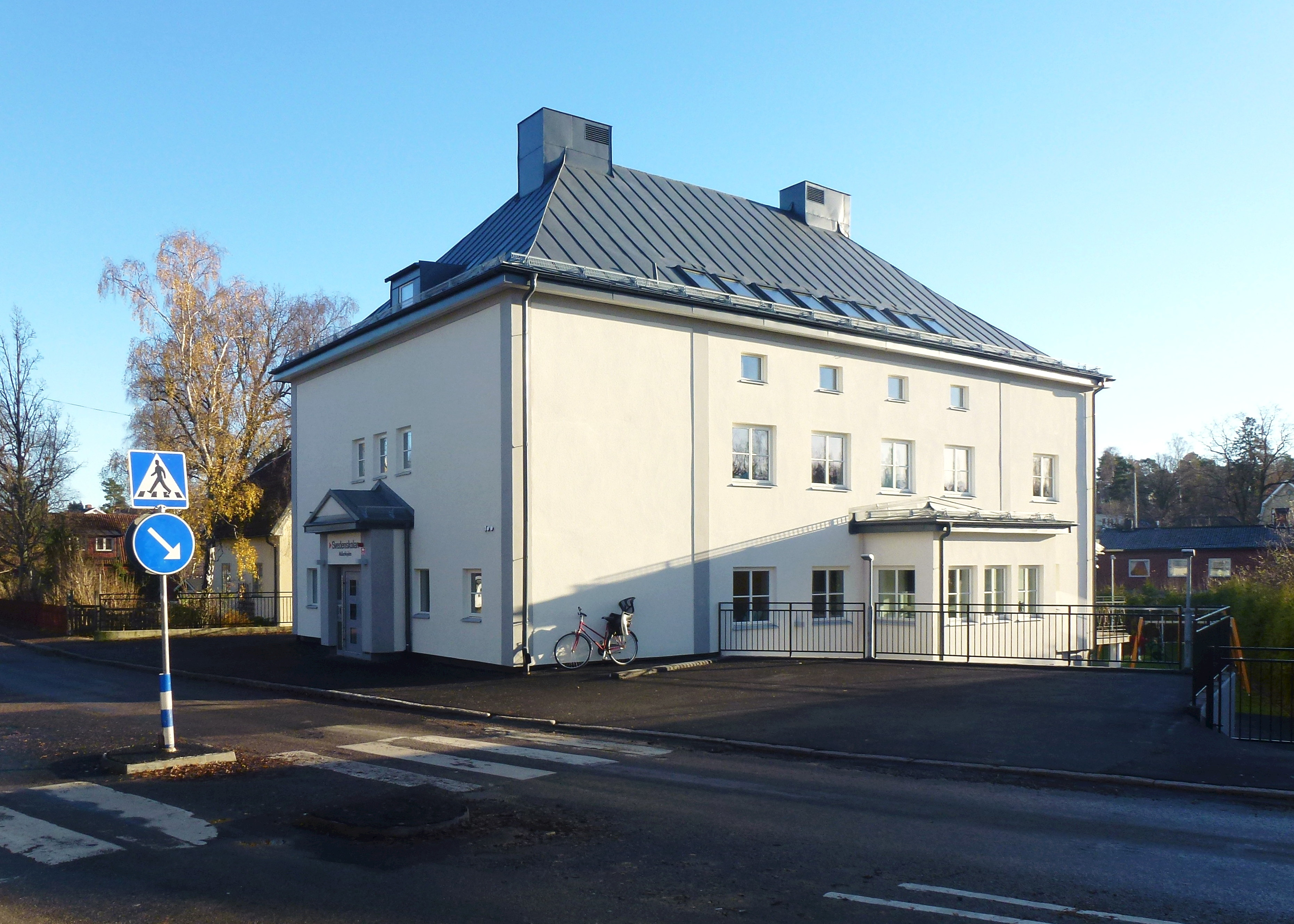
Svedenskolan i november 2013.

Mälarbiografen inrymdes i en friliggande träbyggnad ritad av Albin Brag. Ursprungligen skulle Filadelfiaförsamlingen flytta in, men därav blev det inget och man använde lokalen istället som biograf. Mälarbio hade 176 platser och existerade som filmlokal mellan från årsskiftet 1923–24 till januari 1959. 
Väggar och tak i biosalongen var klädda med virke, varför lokalen kallades i folkmun för Kvistoperan. Smeknamnet Färglådan fick biografen när salongen målades i glada färger. I början av 1930-talet användes namnet Mälarhöjdsbio i annonseringen. På 1940-talet återgick man till Mälarbio. Utöver som biograf, användes lokalen även för föredrag, konserter, auktioner och olika medlemsmöten. Tidvis under 1920- och 1930-talen hyrdes biografen också som gudstjänstlokal av Mälarhöjdens Evangeliska Vänner.
Under en period efter stängningen av biografen använde Stockholms musikförening huset som repetitionslokal. Därefter hade Svenska elektrikerförbundets El-ettan kontor i lokalerna. Hösten 2012 byggs lokalerna om till Svedenskolan som är en friskola för barn och ungdomar med autism, Aspergers syndrom och autismliknande tillstånd.